# Cleveland (Wisconsin)
Cleveland é uma vila localizada no estado norte-americano de Wisconsin, no Condado de Manitowoc.

## Demografia
Segundo o censo norte-americano de 2000, a sua população era de 1361 habitantes.
Em 2006, foi estimada uma população de 1396, um aumento de 35 (2.6%).

## Geografia
De acordo com o United States Census Bureau tem uma área de
5,3 km², dos quais 5,3 km² cobertos por terra e 0,0 km² cobertos por água.

## Localidades na vizinhança
O diagrama seguinte representa as localidades num raio de 20 km ao redor de Cleveland.